# Jaime Lerner
Pour les articles homonymes, voir Lerner.
Jaime Lerner, né le 17 décembre 1937 à Curitiba au Brésil et mort le 27 mai 2021 dans la même ville, est un architecte, un urbaniste et un homme politique brésilien.

## Biographie
Il est né le 17 décembre 1937 au Brésil, dans l'État du Paraná, dans une famille juive originaire de Pologne. Il a fait ses études à l'université puis il a été diplômé de l'école d'architecture de Paraná.
Il est nommé maire de Curitiba en 1971, réélu en 1979 puis en 1989 chaque fois pour quatre ans.
En 1994, il est élu gouverneur de l'État de Paraná et réélu en 1998.
Jaime meurt le 27 mai 2021 à l'Hôpital Évangélique de Curitiba d'une insuffisance rénale.